# Dendrobium confinale
Dendrobium confinale är en orkidéart som beskrevs av Kerr. Dendrobium confinale ingår i släktet Dendrobium, och familjen orkidéer.
Artens utbredningsområde är Thailand. Inga underarter finns listade i Catalogue of Life.